# François Basile Azemar
François Basile Azemar est un général français du Premier Empire, né aux Cabannes, dans le Tarn, le 1er janvier 1766 et mort au combat, à Gross-Drebnitz, en Saxe, le 13 septembre 1813.

## Biographie
Origines et enfance
François Basile Azemar naît aux Cabannes, dans la province du Languedoc, aujourd'hui dans le Tarn, le 1er janvier 1766. Sa famille est modeste, il est fils d'Anne Portes et d'Antoine Azemar, tanneur.
Durant son enfance, François-Basile ne reçoit aucune instruction.
Carrière sous l'Ancien Régime et la Révolution (1783-1798)
En 1783, à 17 ans, François Basile Azemar s'engage au régiment de Vivarais qu'il quitte après 8 ans de service, en 1791, pour s'engager en tant que volontaire au 3e bataillon de volontaires de l'Oise. Il y est élu capitaine et est promu au grade de lieutenant-colonel deux ans plus tard en 1793. Son bataillon est incorporé à l'Armée du Nord qui garde alors la frontière de Dunkerque à Maubeuge. Il reste dans celle-ci jusqu'en 1796.
Par la suite, il est incorporé à l'armée des côtes de l'Océan, il y intègre le corps expéditionnaire français en Irlande du général Humbert. Les troupes quittent Rochefort le 6 août 1798 et débarquent en Irlande 22 août. Il se distingue lors de l'expédition d'Irlande, prend part aux batailles victorieuses de Killala et Castlebar où il gagne le grade de chef de brigade (colonel) le 29 août. Les troupes françaises sont battues lors de la bataille de Ballinamuck, le 8 septembre 1798, les hommes qui s'étaient rendus sont rapatriés en France en échange de prisonniers de guerre anglais. L'expédition, sur terre, aura duré 18 jours.
Commandement du 50e régiment d'infanterie de ligne (1798-1801)
Il prend par la suite ses fonctions de chef de brigade en prenant le commandement du 50e régiment d'infanterie de ligne.
De 1798 à 1800, l'unité fait partie des armées du Danube et du Rhin. En 1799, elle participe aux batailles de Zurich, de Stockach et d'Albebrück (Alte Brücke).
Sous le Consulat à celles d'Engen, de Moesskirch et de Kirchberg.
Fonctions administratives au sein des armées consulaires (1798-1801)
Le 11 avril 1801, il est nommé juge-commissaire militaire au Tribunal spécial du Tarn.
Le 25 janvier 1802, il est muté au Dépôt colonial de Dunkerque, ville alors fortement impliquée dans la traite négrière et l'économie coloniale, qui sera supprimé le 6 mars 1804.
Retour au combat et commandement du 64e Régiment d'Infanterie de Ligne et de la de la 1e Cohorte de la Garde Nationale de Haute-Saône (1804-1813)
Il est incorporé au sein du 9e régiment d'infanterie de ligne du colonel Pépin, il y sert dans les garnissons d'Autun et de Strasbourg avant de prendre part en 1805 à la campagne d'Italie de 1805.
Le 14 juin 1804 il était fait chevalier de la Légion d'honneur.
Le 7 avril 1809 il est fait commandant du 64e Régiment d'Infanterie de Ligne. Il est remarqué lors de la bataille de Wagram en 1809 où sa conduite fût exemplaire.
Le 30 août 1809 il devient Commandant de la 1e Cohorte de la Garde Nationale de Haute-Saône. Il prend ensuite part à la campagne de Russie en 1812.
Commandement du 150e régiment d'infanterie de ligne (1813)
Alors que se profile la Campagne d'Allemagne, il est fait colonel, le 16 janvier 1813, du nouveau 150e régiment d'infanterie de ligne, incorporé au sein de la 2e brigade du général Laffite, elle-même incorporé au sein de la 19e division d'infanterie du général Rochambeau avec lequel il rejoint le 5e Corps de la Grande Armée, sous le commandement du général Lauriston, qui combat en Saxe. Il y prendra notamment part, au cours du mois de mai 1813, aux batailles de Lutzen ou encore de Bautzen.
Sa participation aux campagnes impériales, particulièrement en Russie et en Allemagne, lui vaut d'être fait officier de la Légion d'honneur le 1er août 1813.
Il est promu général de brigade le 29 août, après avoir pris part à la bataille de Goldberg, mais n'aura pas même le temps de prendre ses nouvelles fonctions. Deux semaines plus tard, le 13 septembre 1813, il est tué sur le champ de bataille, d'un boulet à la tête, au premier jour du combat de Großdrebnitz (13-17 septembre 1813) face à des troupes russes commandées par des émigrés français (Langeron et Saint-Priest), il était âgé de 47 ans. Le combat sera par la suite perdu par les troupes impériales.